# Mermelada de rosas
La mermelada de rosas (en árabe: مربى الورد‎, romanizado: murabbā al-ward) es una mermelada hecha de pétalos de rosa tradicional de la región del Hiyaz, oeste de la península arábiga, y más particularmente de las villas de Taif y Medina. Ambas ciudades son famosas por su producción de rosales. También se produce tradicionalmente en Alepo, en Siria, donde sus habitantes elaboran igualmente la mermelada, e incluso en Casablanca, Marruecos. Se usa una variedad autóctona de Oriente Medio llamada rosa de Damasco (Rosa × damascena), con la cual también se produce comúnmente agua de rosas.
En la medicina popular hiyazí, la mermelada de rosas es usada para tratar dolores de garganta, estomacales, fortalecer la inmunidad del organismo y prevenir resfriados.

## Preparación
Las flores se cosechan al final de la primavera y se les retiran los pétalos, que se cuecen en una olla con abundante azúcar, agua y jugo de limón. A menudo se deja reposar toda una noche para que el azúcar absorba el néctar de las rosas. Se cuece a fuego lento hasta formar el almíbar y espese, hasta obtener la textura propia de la mermelada.